# Nemocnice Chicago Med
Nemocnice Chicago Med (v anglickém originále Chicago Med) je americký televizní seriál, vysílaný stanicí NBC od 17. listopadu 2015. Tvůrci seriálu jsou Dick Wolf a Matt Olmstead. Seriál sleduje životy doktorů a sester z chicagského zdravotního centra. Dne 22. září 2016 se začala vysílat druhá řada seriálu. Dne 10. května 2017 stanice objednala třetí řadu, která měla premiéru 21. listopadu 2017.
Dne 9. května 2018 bylo oznámeno, že seriál získal čtvrtou řadu. Ta měla premiéru dne 26. září 2018. Dne 26. února 2019 byla stanicí NBC objednána pátá řada, která měla premiéru dne 25. září 2019. Šestá řada měla premiéru dne 11. listopadu 2020.

## Děj
Seriál sleduje životy doktorů a sester z chicagského zdravotního centra, kteří se každý den snaží zachránit život svých pacientů. Seriál se prolíná s dějem seriálů Chicago Fire a Chicago P.D..

## Obsazení

### Hlavní role
- Nick Gehlfuss jako Dr. Will Halstead
- Torrey DeVitto jako Dr. Natalie Manning
- Yaya DaCosta jako April Saxton
- Rachel DiPillo jako Dr. Sarah Reese (1.–3. řada, 4. řada – hostující role)
- Colin Donnell jako Dr. Connor Rhodes (1.–5. řada)
- Brian Tee jako Dr. Ethan Choi
- S. Epatha Merkerson jako Sharon Goodwin
- Oliver Platt jako Dr. Daniel Charles
- Marlyne Barett jako Maggie Lockwood
- Norma Kuhling jako Dr. Ava Bekker (3.–5. řada, 2. řada – vedlejší role)
- Dominic Rains jako Dr. Crockett Marcel (od 5. řady)

### Vedlejší role
- Brennan Brown jako Dr. Sam Abrams
- Peter Mark Kendall jako Joey Thomas
- Roland Buck III jako Noah Sexton
- Mia Park jako sestra Beth Cole (1. řada–dosud)
- Julie Berman jako Dr. Samantha Zanetti (1. řada)
- Gregg Henry jako Dr. David Downey (1. řada)
- Deron J. Powell jako Tate Jenkins (1.–2. řada)
- Jeff Hephner jako Jeff Clarke (1.–2. řada)
- Ato Essandoh jako Dr. Isidore Latham (2. řada–dosud)
- Mekia Cox jako Dr. Robyn Charles (2. řada–dosud)
- Alexandra Grey jako Denise Lockwood (2. řada–dosud)
- Eddie Jemison jako Dr. Stanley Stohl (2.–4. řada)
- James Vincent Meredith jako Barry (3. řada)
- Michael Gill jako Robert Haywood (3.–4. řada)
- Arden Cho jako Emily (3.–4. řada)
- Ian Harding jako Phillip Davis (4.– 5. řada)
- Tehmina Sunny jako Dr. Sabeena Virani (6. řada)

## Vysílání
V Česku se seriál vysílá na VOD platformě Voyo.[zdroj?]
| Řada | Díly | Premiéra v USA     | Premiéra v USA  |
| Řada | Díly | První díl          | Poslední díl    |
| ---- | ---- | ------------------ | --------------- |
| 1    | 18   | 17. listopadu 2015 | 17. května 2016 |
| 2    | 23   | 22. září 2016      | 11. května 2017 |
| 3    | 20   | 21. listopadu 2017 | 15. května 2018 |
| 4    | 22   | 26. září 2018      | 22. května 2019 |
| 5    | 20   | 25. září 2019      | 15. dubna 2020  |
| 6    | 16   | 11. listopadu 2020 | 26. května 2021 |
| 7    | 22   | 22. září 2021      | 25. května 2022 |
| 8    | 22   | 21. září 2022      | 24. května 2023 |

## Produkce
Zelená na vytvoření pilotní epizody byla dána 1. května 2015. V srpnu 2015 odstoupil z produkčního týmu Andrew Dettman kvůli tvůrčím neshodám. Andrew Schneider a Diane Frolov se stali novými výkonnými producenty. V prosinci 2015 stanice NBC objednala o pět dílů více, takže první řada měla 18 epizod. Druhou řadu objednala stanice 1. února 2016 a měla premiéru 22. září 2016. Dne 10. května 2017 stanice objednala třetí řadu, která se začala vysílat v listopadu roku 2017.

### Casting
Laurie Holdenová byla původně obsazena do role Hannah Tramble, ale kvůli rodinným problémům se musela role vzdát. Colin Donnell se připojil k obsazení v roli doktora Connora Rhodese. Brian Tee se připojil v červenci, Torrey DeVitto a Rachel DiPillo v srpnu.